# Mehdixanlı
Mehdixanlı è un comune dell'Azerbaigian situato nel distretto di Bərdə. Conta una popolazione di 178 abitanti.